# Husky Rescue
Husky Rescue ist eine finnische Band aus Helsinki. Sie gehört zum Downtempo-Genre und verbindet elektronische Musik mit Folk-Einflüssen.
Sie besteht aus dem Bassisten Marko Nyberg, der auch die Songs der Gruppe schreibt, Miika Colliander (Gitarre), Ville Riipa (Keyboard), Anssi Sopanen (Schlagzeug) und der Sängerin Reeta-Leena Korhola.
2003 erhielt die Band einen Vertrag bei dem englischen Independent-Label Catskills Records und veröffentlichte zunächst zwei EPs, New light of tomorrow und Sleep tight tiger. Das erste Album Country falls erschien 2004, das zweite Album Ghost is not real folgte 2007.
2006 spielten sie beim Lollapalooza-Festival in den USA, 2007 beim Glastonbury Festival.

## Diskografie

### Alben
- Country falls (2004)
- Ghost is not real (2007)
- Other World - Remixes & Rarities (2007)
- Ship Of Light (2010)
- The Long Lost Friend (2013)

### Singles
- New light of tomorrow (2003)
- Sleep tight tiger (2003)
- City lights (2004)
- Summertime cowboy (2004)
- Diamonds in the sky (2006)
- My home ghost (2006)
- Nightless night (2007)
- Caravan (2007)
- We Shall Burn Bright (2009)
- Sound of Love (2010)
- They Are Coming (2010)
- Far from the Storm (2010)
- Fast Lane (2011)
- Deep Forest Green (2012)